# La Dôle
La Dôle [ladoːl] ist ein Berggipfel im Waadtländer Jura in der Westschweiz, zehn Kilometer westnordwestlich von Nyon. Er erreicht eine Höhe von 1677 m ü. M. und ist damit nach dem nur zwei Meter höheren Mont Tendre der zweithöchste Berg des Schweizer Jura. Die östlich vorgelagerte Bergkuppe La Barillette ist 1528 m ü. M. hoch, der nordöstliche Nebengipfel Pointe de Poêle Chaud (1628 m) ist etwa 1,5 km entfernt. Weiter nordöstlich schliesst die Pointe de Fin Château (1556 m) an, die steil im Roche Verte nach Norden abbricht.

## Lage
Der Bergkamm von La Dôle ist Teil der südöstlichsten, dem Schweizer Mittelland am nächsten liegenden Kette des Faltenjura. Er wird  im Nordwesten begrenzt durch den hintersten Teil des Valserine-Tals, das bei Bellegarde-sur-Valserine in die Rhone mündet, und das Vallée des Dappes, im Norden durch den Col de la Givrine und im Südosten durch die Ebene des Mittellandes. Im Südwesten enden die Ausläufer der Dôle an den Ruinen des Chateau de Puthod auf etwas unter 1350 m. Südwestlich davon schliesst das Plateau um den Karteneintrag Vieille Maison (1511 m) an. Nahe dem Berggipfel der Dôle verläuft im Süden und Westen die Landesgrenze zwischen der Schweiz und Frankreich.
Der rund 1000 m hohe Südosthang der Dôle ist dicht bewaldet. Die Waldgrenze liegt auf etwa 1500 m, darüber befinden sich Bergweiden. Im Bereich des Gipfelkamms findet man Dolinen und Karrenfelder, die typischen Landschaftsformen für Kalkgebirge. Am Nordhang der Dôle entspringt die Valserine.
Am Nordwesthang der Dôle wird im Winter Skisport betrieben, es gibt dort mehrere Skilifte. Seit 2006 führt eine Vierer-Sesselbahn direkt auf den Gipfel.

## Radarstation
Auf dem Berg befindet sich eine Messstation des Bundesamtes für Meteorologie und Klimatologie (MeteoSchweiz), darunter auch eine Radarstation, welche die Niederschlagsintensität über dem gesamten westlichen Teil der Schweiz erfasst. Die Schweizer Flugsicherung Skyguide betreibt ein Flugsicherungsradar auf dem Gipfel. Der Sender La Dôle der Swisscom, der die Programme der SRG SSR Idée Suisse ins Genfersee-Becken abstrahlt, befindet nicht direkt auf La Dôle, sondern auf der 2 km entfernten, vorgelagerten Bergkuppe La Barillette. 
Für die Mitarbeiter wurden 1991 Unterkünfte geschaffen, die aus sechs flugzeugrumpfähnlichen Elementen vorgefertigt und per Hubschrauber an den Ort geschafft wurden. Sie ergänzen das Ensemble aus Wetterstation und Radarkuppel, zwischen denen sie stehen, und sind auf das oft beinahe polare Wetter mit Windspitzen bis 200 km/h abgestimmt. Geplant wurde das röhrenförmige aluminiumverkleidete Gebäude von Vincent Mangeat.

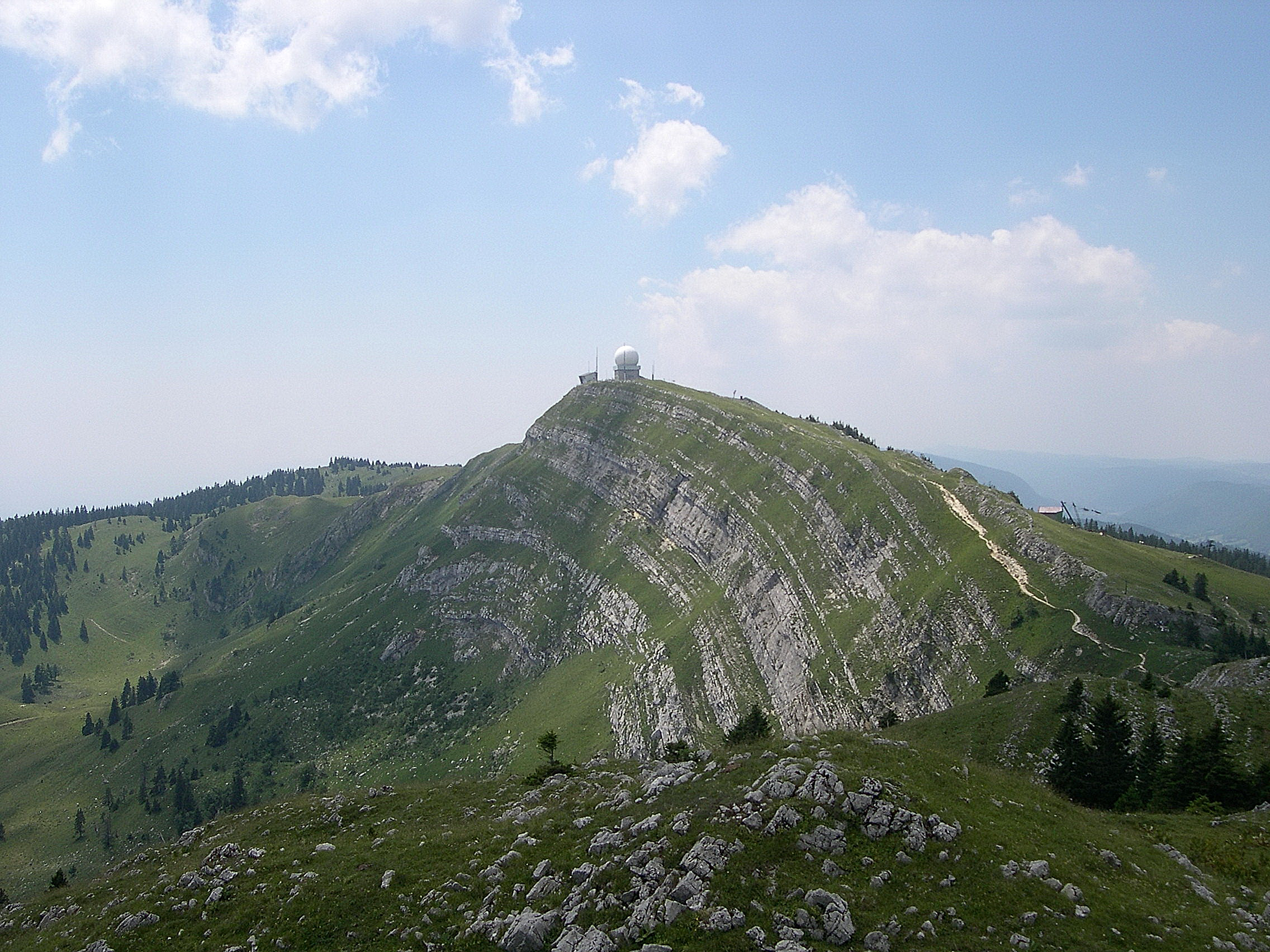
La Dôle mit Radar von der Pointe de Poêle Chaud
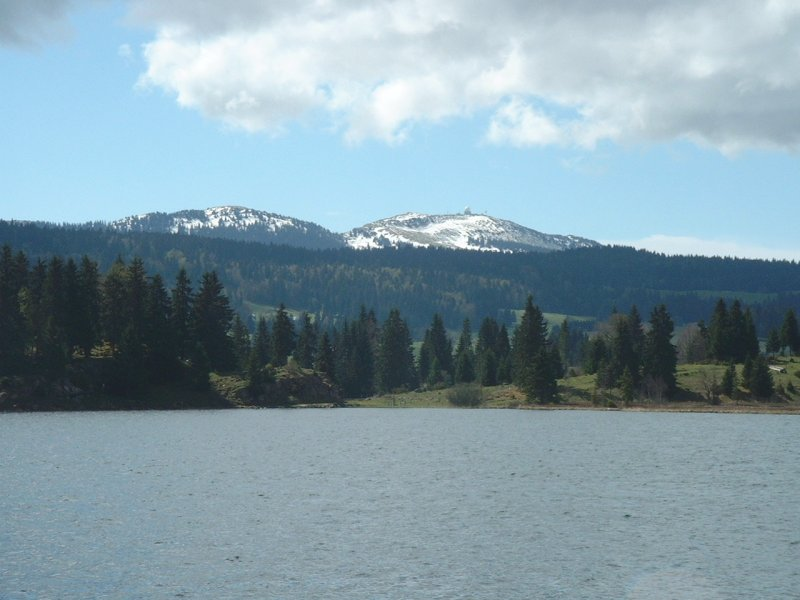
La Dôle rechts im Hintergrund vom Lac des Rousses aus
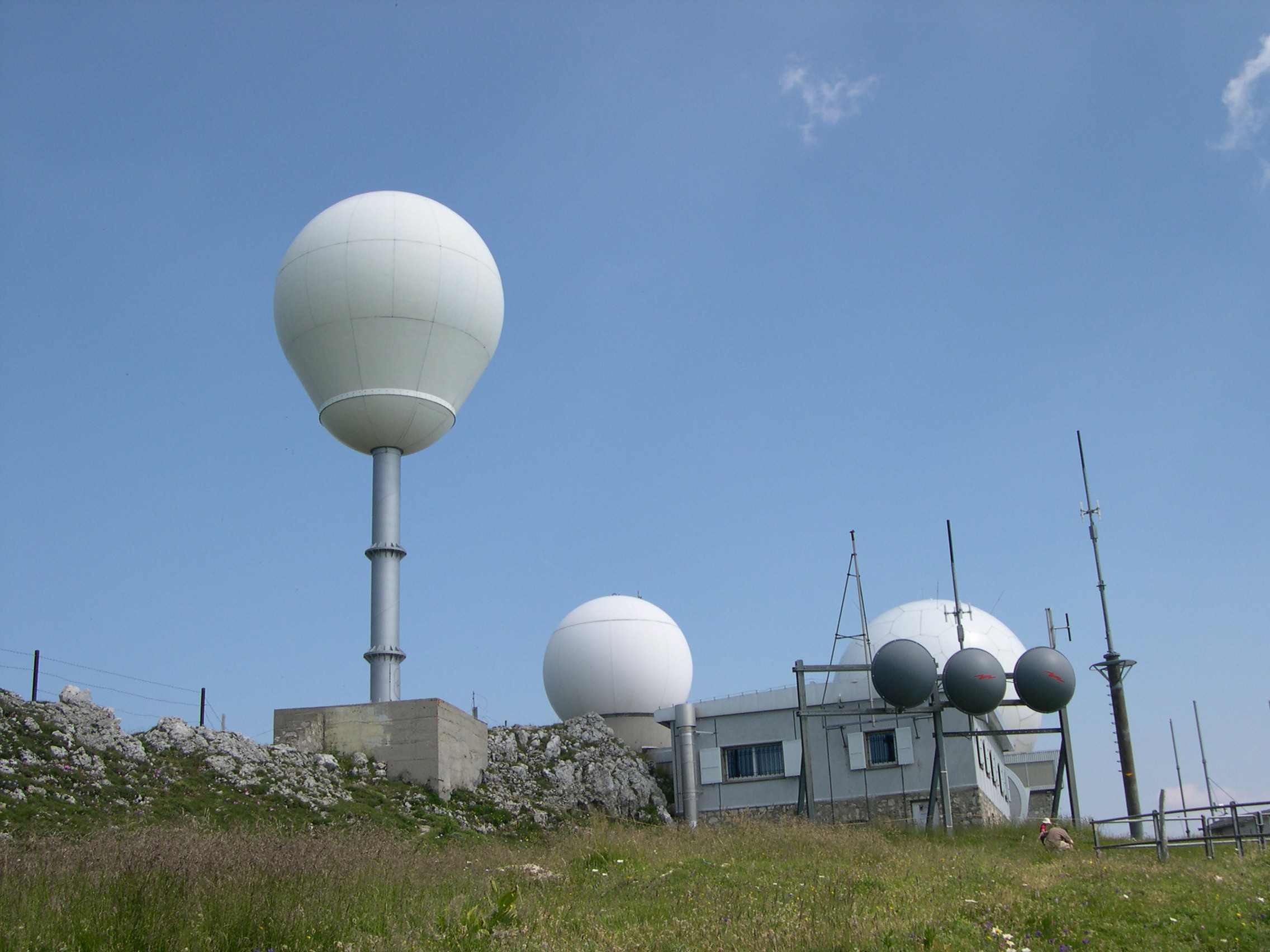
Radaranlagen und Richtstrahlantennen
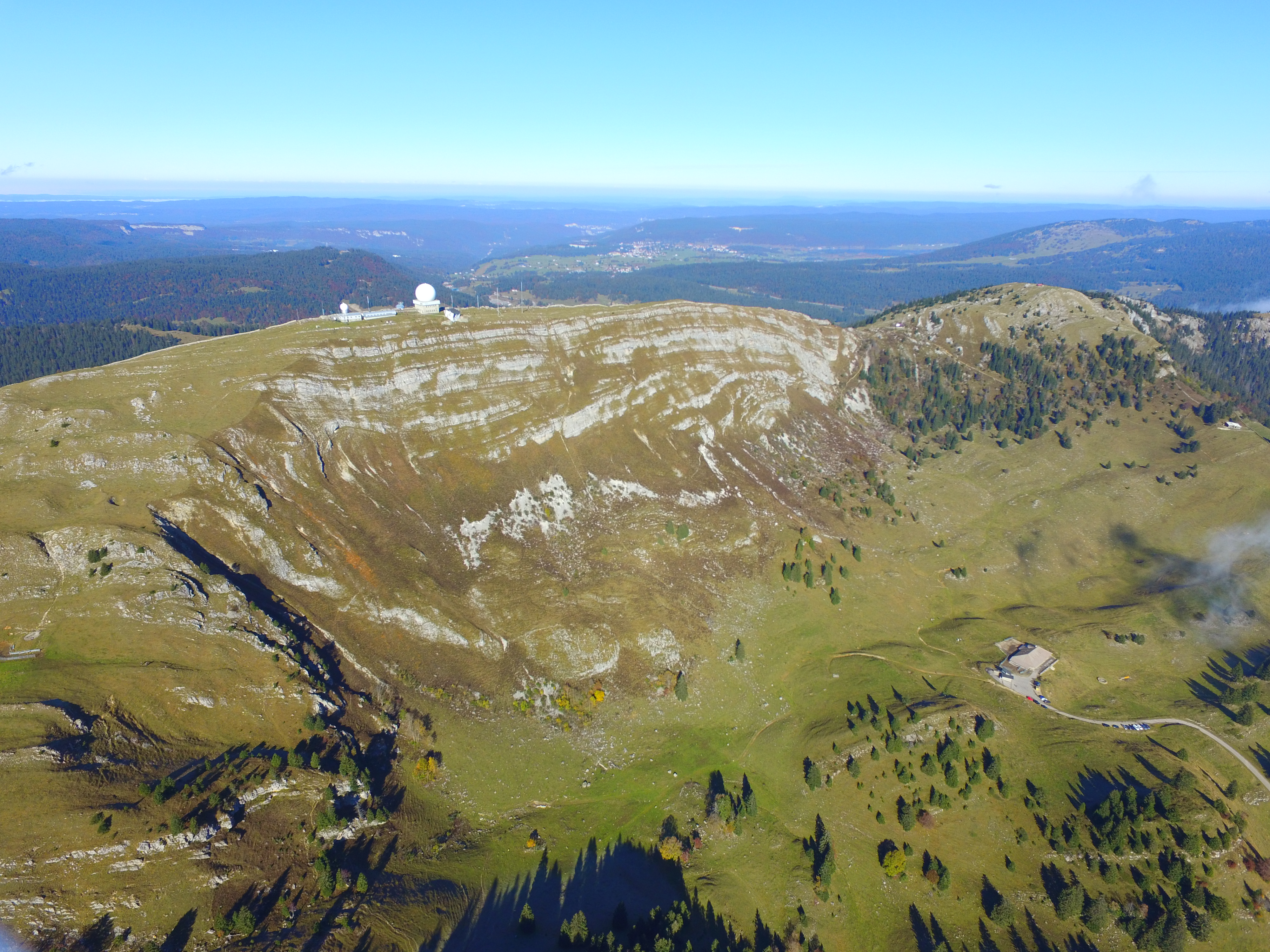
La Dôle, Luftaufnahme. Rechts die Pointe de Poêle Chaud

## Klima
Für die Normalperiode 1991–2020 beträgt die Jahresmitteltemperatur 4,3 °C, wobei im Januar und Februar mit −2,8 °C die kältesten und im August mit 12,3 °C die wärmsten Monatsmitteltemperaturen gemessen werden. Im Mittel sind hier rund 153 Frosttage und 63 Eistage zu erwarten. Sommertage gibt es im Jahresmittel einen, Hitzetage sind keine zu verzeichnen. Die Messstation von MeteoSchweiz liegt auf einer Höhe von 1670 m ü. M.
|                        | Jan  | Feb  | Mär  | Apr  | Mai  | Jun  | Jul  | Aug  | Sep  | Okt  | Nov  | Dez  |   |       |
| Mittl. Temperatur (°C) | −2,4 | −2,8 | −0,5 | 2,4  | 6,4  | 10,1 | 12,1 | 12,3 | 8,6  | 5,5  | 0,9  | −1,5 | ⌀ | 4,3   |
| Mittl. Tagesmax. (°C)  | 0,2  | −0,1 | 2,4  | 5,9  | 10,2 | 14,0 | 16,2 | 16,2 | 12,2 | 8,7  | 3,7  | 1,1  | ⌀ | 7,6   |
| Mittl. Tagesmin. (°C)  | −4,8 | −5,4 | −3,1 | −0,6 | 3,2  | 6,7  | 8,7  | 9,1  | 5,8  | 2,9  | −1,5 | −4,0 | ⌀ | 1,5   |
|                        |      |      |      |      |      |      |      |      |      |      |      |      |   |       |
| Niederschlag (mm)      | 168  | 137  | 144  | 122  | 149  | 144  | 148  | 137  | 146  | 171  | 171  | 208  | Σ | 1845  |
|                        |      |      |      |      |      |      |      |      |      |      |      |      |   |       |
| Sonnenstunden (h/d)    | 3,6  | 4,2  | 5,0  | 5,2  | 5,4  | 6,3  | 6,8  | 6,5  | 5,4  | 4,5  | 3,4  | 3,1  | ⌀ | 5     |
|                        |      |      |      |      |      |      |      |      |      |      |      |      |   |       |
| Regentage (d)          | 12,4 | 11,5 | 12,0 | 11,9 | 14,2 | 12,4 | 12,0 | 11,1 | 10,8 | 12,4 | 12,8 | 13,8 | Σ | 147,3 |
|                        |      |      |      |      |      |      |      |      |      |      |      |      |   |       |
| Luftfeuchtigkeit (%)   | 76   | 76   | 78   | 79   | 82   | 82   | 80   | 80   | 83   | 80   | 79   | 76   | ⌀ | 79,3  |

| −4,8 |

| −5,4 |

| −3,1 |

| −0,6 |

| 3,2 |

| 6,7 |

| 8,7 |

| 9,1 |

| 5,8 |

| 2,9 |

| −1,5 |

| −4,0 |

| −4,8 |

| −5,4 |

| −3,1 |

| −0,6 |

| 3,2 |

| 6,7 |

| 8,7 |

| 9,1 |

| 5,8 |

| 2,9 |

| −1,5 |

| −4,0 |